# David McMackon
David McMackon (ur. 19 marca 1858 w Markham, zm. 10 grudnia 1922 w Angus) – kanadyjski strzelec sportowy. Brał udział w Letnich Igrzyskach Olimpijskich 1908, zdobywając srebrny medal w trapie drużynowym i zajmując 12. miejsce w trapie indywidualnym.